# Tauschgeschäfte und Spione
Tauschgeschäfte und Spione (englischer Originaltitel: The Crepes of Wrath) ist die elfte Folge der ersten Staffel der US-amerikanischen Zeichentrickserie Die Simpsons.

## Handlung
Nachdem Bart eine Knallkirsche auf der Toilette der Schule gezündet hat, während Rektor Skinners Mutter Agnes auf dieser saß, geht Skinner zu ihm nach Hause, um darüber mit seinen Eltern zu reden. Wegen Barts zahlreicher Streiche empfiehlt Skinner ihnen ein Schüleraustauschprogramm. Daraufhin fliegt Bart nach Frankreich auf ein Weingut der beiden Männer Cesar und Uguolin.
Im Gegensatz zu seinen Vorstellungen sind seine Austauscheltern sehr hart, da er bei ihnen schwere Arbeiten erledigen muss, kaum etwas zu essen bekommt und keine Freizeit hat. Bart entdeckt schließlich, dass Cesar und Uguolin ihren Wein mit Frostschutzmittel strecken und muss ihnen in der Stadt neues kaufen, als es leer ist. Als Bart dort einen Polizisten antrifft, erzählt er ihm davon durch seine neuen Sprachkenntnisse auf Französisch, woraufhin seine Gasteltern festgenommen werden.
Währenddessen bekommen die Simpsons im Gegenzug den Austauschschüler Adil Hoxha aus Albanien. Dieser ist an Homers Arbeitsstelle im Kernkraftwerk interessiert und will sie sich anschauen. Nachdem er dies getan hat, übermittelt er im Baumhaus der Familie seiner Regierung in Albanien geheime Botschaften. Tage darauf wird Adil wegen Spionage vom FBI festgenommen und wieder zurück in sein Land geschickt.
Schließlich kommt Bart wieder nach Hause zurück und präsentiert seiner Familie unter anderem seine neuen Französisch-Kenntnisse.

## Kulturelle Referenzen

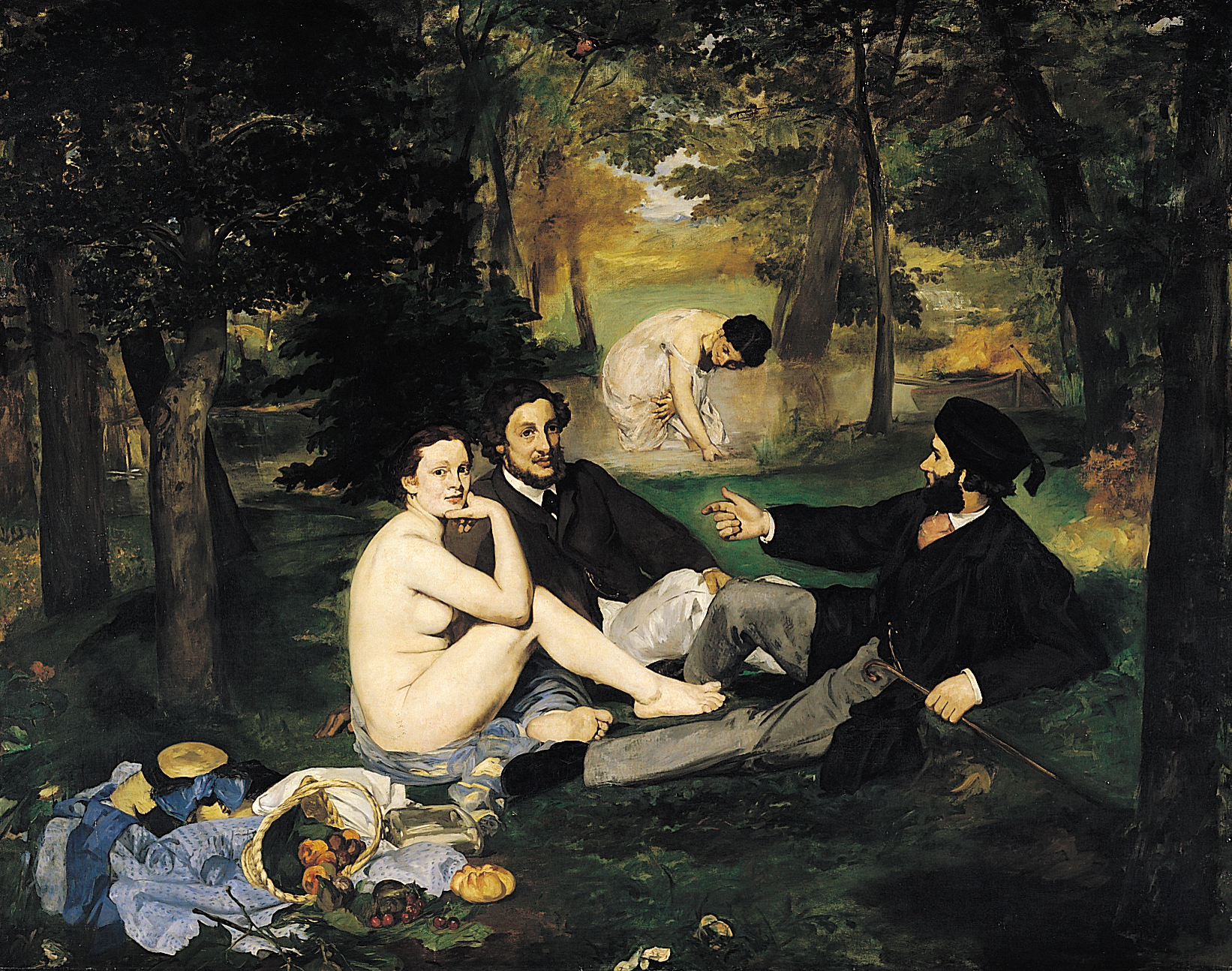
Auf Édouard Manets Gemälde Déjeuner sur l'herbe wird in dieser Folge Bezug genommen

Cesar and Ugolin sind nach den französischen Filmen Jean Florette und Manons Rache aus dem Jahre 1986 benannt. Barts Geschenk aus Frankreich an Maggie nimmt Bezug auf den französischen Kinderfilm Der rote Ballon von 1956. Auf dem Weg zum Weingut kommen Bart und Ugolin an mehreren Kulissen berühmter Gemälde vorbei, insbesondere Le Bassin aux Nymphéas von Claude Monet, Champ de blé aux corbeaux von Vincent van Gogh, Le rêve von Henri Rousseau und Déjeuner sur l'herbe von Édouard Manet. Die Wahl von Frostschutzmittel für das Verbrechen ist eine Anspielung auf den Glykolwein-Skandal aus dem Jahr 1985.

## Produktion
Tauschgeschäfte und Spione war die erste Folge von Die Simpsons, die von George Meyer geschrieben wurde, welcher sie zusammen mit Sam Simon, John Swartzwelder und Jon Vitti schrieb. Die Folge wurde von dem französischen Film Manons Rache inspiriert. Die Autoren versuchten herauszufinden, aus welchem Land der Austauschschüler kommen sollte, und entschieden sich schließlich für Albanien. Sie hatten das Land nicht oft im Fernsehen gesehen und entschieden sich, dass die Folge eine Hommage an den Albaner John Belushi sein sollte. Die Autoren wussten nicht viel über das Land und konnten sich deshalb keinen guten Namen denken, weshalb sie ihm den Nachnamen „Hoxha“ nach dem ehemaligen albanischen Diktator Enver Hoxha gaben. Sie verwendeten sowohl echtes Albanisch in der Szene, in der sich Adil von seiner Familie verabschiedet, als auch echtes Französisch in den Szenen, in denen Bart in Frankreich ist. Die Autoren machten einige Nachforschungen auf einem bestimmten Flughafen in Frankreich für die Aufnahmen von Bart am Flughafen in Paris.

## Rezeption
Die Erstausstrahlung der Folge The Crepes of Wrath beendete die Nielsen Ratings der Woche vom 9. bis 15. April 1990 mit einem Rating von 15,9 auf dem 29. Platz. Sie war damit die am zweitmeisten gesehene Sendung auf Fox in dieser Woche.
Die Folge erhielt hauptsächlich positive Kritiken. Warren Martyn und Adrian Wood, die Autoren des Buches I Can't Believe It's a Bigger and Better Updated Unofficial Simpsons Guide, schrieben: „Die erste Simpsons-Folge, die dem Spott einer ganzen Nation gewidmet ist, und wo wäre es besser, als in Frankreich zu beginnen? Eine Meisterleistung […]“ In einer DVD-Rezension der ersten Staffel gab David B. Grelck der Folge eine Bewertung von 2,5 von 5 Punkten und schrieb: „Während die Lacher in dieser Folge ein bisschen trocken sind, ist der obere Plot ein Hinweis auf die kommende Verrücktheit.“ Colin Jacobson von DVD Movie Guide schrieb: „Es ist klar, dass die Autoren zu dieser Zeit, in der diese Folge produziert wurde, damit begonnen hatten, ihren Groove zu finden. Von Anfang bis Ende bot ‚Crepes‘ eine solide Erfahrung, als die Sendung begann, mehr Stil und Reffinesse zu bieten.“ Scott Collura von Hollywood Video lobte die Folge im Rahmen einer Rezension und schrieb: „Sie ist eine der besten der ersten Staffel.“ Im Jahre 1997 erklärte David Bauder von TV Guide diese Folge als die beste Folge von Die Simpsons und die 17. beste aller Fernsehserien aller Zeiten. Im Jahre 2006 führte die Internetseite IGN The Crepes of Wrath als die beste Folge der ersten Staffel auf und meinte: „Sie verfügt über einen starken zentralen Handlungsstrang mit Bart, der nach Frankreich als Austauschschüler ausgeliefert und gezwungen wird, für zwei skrupellose Winzer zu arbeiten, die Frostschutzmittel in den Wein mischen.“ Ken Tucker bewertete in einer am 18. Mai 1990 erschienenen Ausgabe der Entertainment Weekly eine Szene dieser Folge, in der sich Lisa und Adil beim Abendessen unter anderem über Demokratie streiten und schließlich von Homer darüber belehrt werden, als „einen der lustigsten Sitcom-Momente in diesem Jahr“. Der kulturelle Bezug in dieser Folge auf den französischen Kurzfilm Der rote Ballon wurde von Nathan Ditum von Total Film als die drittbeste Film-Referenz in der Geschichte der Serie erklärt.
Im Buch Planet Simpson stellt Autor Chris Turner fest, dass viele französische Charaktere und Schauplätze in dieser Folge weitgehend von amerikanischen Klischees über Frankreich abgeleitet seien. Er fuhr fort: „[Caeser und Ugolin] sind perfekte Ausführungen des klischeehaften Franzosen, der in den Vereinigten Staaten so verabscheut wird.“ Die Folge ist Studienmaterial für soziologische Kurse an der University of California, Berkeley geworden, wo sie verwendet wird, um „Themen der Produktion und Rezeption von Kulturgütern zu untersuchen, in diesem Fall eine satirische Zeichentrickserie“ und um herauszufinden, was „sie versucht, dem Publikum vor allem über Aspekte der amerikanischen Gesellschaft zu erzählen und in geringerem Maße über andere Gesellschaften“.